# دهستان چیموونگ
دهستان چیموونگ (به لاتین: Chimoong Gewog) یک دهستان در کشور بوتان است که در ناحیهٔ پماگاتشل واقع شده‌است.